# Revolutionært Kommunistisk Parti
Revolutionært Kommunistisk Parti (RKP) er et dansk politisk parti, der bekender sig til kommunismen.
Partiet arbejder for en kommunistisk revolution i Danmark og globalt.
Partiet blev stiftet i 2024 med baggrund i organisationen Revolutionære Socialister.
Revolutionært Kommunistisk Parti har udgangspunkt i den trotskistiske fraktion af kommunister, der ikke anerkender Sovjetunionen som et ægte kommunistisk projekt.
På den internationale scene tilhører partiet organisationen Revolutionary Communist International, der har sit udspring i International Marxistisk Tendens, der er en udbrydergruppe af Fjerde Internationale.
Partiet er i marts 2025 endnu ikke registreret i CVR-registret som en selvstændig organisation eller forening.